# Xyris paleacea
Xyris paleacea är en gräsväxtart som beskrevs av Robert Kral och Urquiola. Xyris paleacea ingår i släktet Xyris och familjen Xyridaceae.
Artens utbredningsområde är Kuba. Inga underarter finns listade i Catalogue of Life.